# Lahis gård
Lahis gård är en herrgård i Sääksmäki i Valkeakoski i det finländska landskapet Birkaland. Gården har ägts av släkten von Konow sedan 1700-talet. Den nuvarande huvudbyggnaden i trä uppfördes år 1901 efter det att den tidigare huvudbyggnaden brunnit ner. Nuförtiden styrs gården av Helena och Elisabeth von Konow. Gården specialiserar i ekologiskt lantbruk.

## Historia
De första kända källorna rörande Lahis gård intill sjön Vanajevesi är från tidigt 1400-tal. Gården är en av de äldsta frälsehemmanen i Tavastland. Lahis gård har ägts av flera adelsätter, men sedan 1729 har gården varit i von Konows ägo. Då köpte hovsekreteraren och kronofogden Johan Schrey Lahis gård från släkten de la Motte.
Stenladugården, den äldsta byggnaden på gården, härstammar från medeltiden. Spannmålsmagasinet och bagarstugan färdigställdes i början av 1700-talet.